# Meinrado I de Hohenzollern-Sigmaringen
Meinrado I de Hohenzollern-Sigmaringen (1605, Múnich - 30 de enero de 1681, Sigmaringen) fue príncipe de Hohenzollern-Sigmaringen desde 1638 hasta su muerte.

## Biografía
Meinrado I era hijo del príncipe Juan de Hohenzollern-Sigmaringen (1578-1638) y la condesa Juana de Hohenzollern-Hechingen (1581-1634). El príncipe nació en Múnich, donde su padre actuaba como presidente del Consejo Privado del duque Maximiliano I de Baviera.
La guerra de los Treinta Años tuvo una importante influencia en su vida. Cuando tenía 17 años, sirvió en el Ejército bávaro. Sirvió a las órdenes del Conde de Tilly en la Batalla de Lutter. Después luchó a las órdenes de Pappenheim contra rebeldes protestantes en Austria. Más tarde se convirtió en un consejero influyente del Duque de Baviera.
Cuando heredó Hohenzollern-Sigmaringen en 1638, el principado había sido devastado y agotado por la guerra. Comisionó al renombrado arquitecto Michael Beer de Voralrberg para reconstruir y modernizar los castillos de Sigmaringen y Haigerloch. Los suecos habían ocupado el Castillo de Sigmaringen en 1633. También en 1633, un ejército católico a las órdenes del general Gustaf Horn había retomado el castillo, sin embargo, durante la batalla el ala oriental había sido destruida por un incendio. Entre 1658 y 1659, Meinrado tenía el ala oriental reconstruida y donde combinó los dos edificios que existían, que habían sido construidos por los Condes de Werdenberg. Pagó esta obra de construcción de su propio bolsillo, con fondos que había heredado de su padre, y de la fortuna de su esposa.
Muró el 30 de enero de 1681. Después de su muerte, el condado fue dividido según lo estipulado en el testamento de Meinrado: su hijo mayor Maximiliano I heredó Hohenzollern-Sigmaringen; su hijo menor Francisco Antonio heredó Hohenzollern-Haigerloch.

## Matrimonio e hijos
Meinrado contrajo matrimonio el 7 de mayo de 1635 con Ana María (1613 - 12 de febrero de 1682), hija del barón Fernando de Törring en Seefeld, con quien tuvo diecinueve hijos:
- Maximiliano I (20 de enero de 1636 - 13 de agosto de 1689), heredó Hohenzollern-Sigmaringen.
- Juan Carlos (17 de febrero de 1637 - abril de 1637).
- María Ana (17 de marzo de 1638 - 27 de agosto de 1638).
- Francisco Fernando (27 de noviembre de 1639 - 12 de agosto de 1662), fallecido en accidente de caza.
- María Juana (28 de marzo de 1640 - 12 de noviembre de 1707), Prioresa de la Abadía de Inzigkofen.
- Meinrado (9 de abril de 1641 - 25 de abril de 1642).
- Cristóbal (n. y m. 26 de enero de 1642).
- María Magdalena (5 de enero de 1643 - 27 de octubre de 1663).
- Ignacio (niño nacido muerto, 22 de diciembre de 1643).
- María Menodora (10 de diciembre de 1644 - 3 de diciembre de 1664), una monja en Holz.
- María Catalina (n. y m. 24 de noviembre de 1645).
- María Teresa (20 de marzo de 1647 - junio de 1647).
- Juan Meinrado (9 de febrero de 1648 - 11 de febrero de 1648).
- María Francisca (17 de mayo de 1649 - 5 de septiembre de 1712), también Prioresa de la Abadía de Inzigkofeny.
- Niño nacido muerto (6 de agosto de 1650).
- Juan Félix (30 de agosto de 1651 - 8 de septiembre de 1651).
- Ana María (26 de agosto de 1654 - 27 de agosto de 1678), desposó el 13 de julio de 1672 al Conde Antonio Eusebio de Koenigsegg-Aulendorf.
- Niño nacido muerto (22 de agosto de 1655).
- Francisco Antonio (2 de diciembre de 1657 - 14 de octubre de 1702), heredó Hohenzollern-Haigerloch, muerto en combate.